# 徳島市立考古資料館
徳島市立考古資料館（とくしましりつこうこしりょうかん）とは、徳島県徳島市国府町西矢野にある徳島市が管理運営する資料館である。徳島市内で発掘された縄文時代から平安時代にかけての考古資料を収蔵・保管、展示している。阿波史跡公園内に位置する。

## 利用案内

### 開館時間
- 9:30～17:00（入館は16:30まで）

### 休館日
- 月曜日、祝日の翌日（土曜日・日曜日と祝日の場合は開館）

年末年始（12月28日～1月4日）

### 入館料
- 無料
- 研修室の使用は、1時間300円。全日使用は2,100 円。

## 施設案内
- 展示室
- 研修室（117m2、収容人員80人）
- 図書室